# رأس آية
رأس الآية آخر كلمة منها على الأغلب، ويقال هو أول كلمة منها. ففي آية ﴿الحمد لله رب العالمين﴾، رأس الآية كلمة ﴿العالمين﴾.
اختلف علماء الإسلام في الوقف على رؤوس الآي على أربعة مذاهب:
- جواز الوقف عليها والابتداء بما بعدها مطلقا مهما اشتد تعلقها بما بعدها، وتعلق ما بعدها بها.
- جواز الوقف على رؤوس الآي والابتداء بما بعدها إن لم يكن ارتباط لفظي بينها وبين ما بعدها، أو لم يكن في الوقف عليها، أو الابتداء بما بعدها إيهام خلاف المراد.
- جواز السكت بلا تنفس على رأس كل آية بناء على أن السكت يجوز في رؤوس الآي مطلقا سواء صحت الرواية به أم لا حال الوصل لقصد البيان أي بيان أنها رؤوس آي.
- أن حكم الوقف على رؤوس الآيات كحكمه على غيرها ما ليس برأس آية، فحينئذ ينظر إلى ما بعد رأس الآية من حيث التعلق وعدمه، فإن كان له تعلق لفظي برأس الآية فلا يجوز الوقف على رأس الآية، وإن لم يكن له به تعلق لفظي جاز الوقف.